# Liste des monarques de Navarre

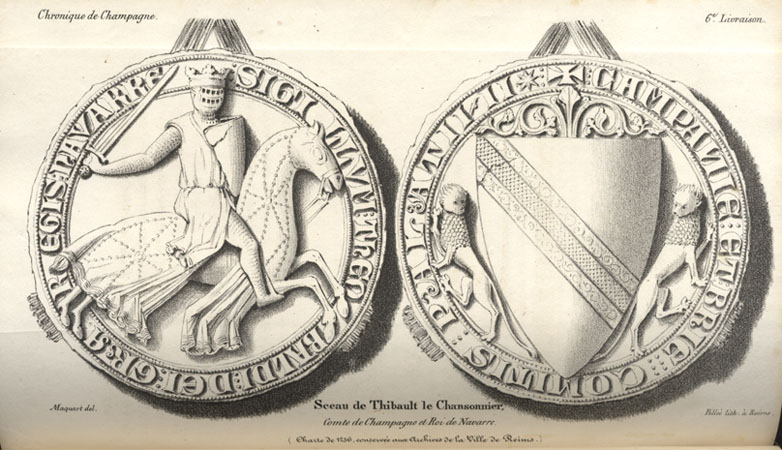

Cet article dresse la liste chronologique des souverains du royaume de Navarre.
Pampelune était le nom principal du royaume[réf. nécessaire] jusqu'à son union avec Aragon (1076-1134). Cependant, la désignation territoriale de Navarre est devenue un nom alternatif à la fin du Xe siècle et le nom de Pampelune a été conservé jusqu'au XIIe siècle.

## Royaume de Navarre

### Maison Iñiguez (824 – 905)
| Portrait      | Nom                                          | Début du règne | Fin du règne | Conjoint(s)                                                                          | Notes |
| ------------- | -------------------------------------------- | -------------- | ------------ | ------------------------------------------------------------------------------------ | --- |
| Eneko Arista  | Eneko Arista (Iñigo Arista) (vers 771 – 851) | 824            | 851          | - Oneca ou Tota                                                                      | Premier roi de Pampelune connu. Fils d'Íñigo Ximenes Arista (mort en 781), issu des barons de Bigorre.                               |
|               | García Ier Íñiguez (810 – 882)               | 851            | 882          | - Urraca (mariage de ? à 855) - Leodegundia des Asturies-Oviedo (mariage de 858 à ?) | Fils d'Íñigo Arista et d'Oneca Velázquez. García Jiménez a peut-être régné conjointement avec lui.                                   |
| Fortún Garcés | Fortún Garcés                                | 882            | 905          | - Aurea (mariage de 845 à ?)                                                         | Fils de García Ier et d'Urraca Sánchez. Surnommé « le Borgne » ou « le Moine ». Chassé du pouvoir, il finit sa vie dans un monastère |

### Maison Jiménez (905 – 1234)
| Portrait      | Nom                                                                    | Début du règne | Fin du règne | Conjoint(s) | Notes |
| ------------- | ---------------------------------------------------------------------- | -------------- | ------------ | --- | --- |
| Sanche Ier    | Sanche Ier Garcés (865-925)                                            | 905            | 925          | - Urraca d'Aragon - Toda de Navarre (fille d'Aznar Sánchez et deux fois arrière-petite-fille de Garcia Ier Íñiguez ; mariage de ? à 925) | Fils de García Jiménez et de sa deuxième femme, Dadildis de Pallars (es). Frère de Jimeno Garcés, qui suit, et demi-frère d'Íñigo Garcés et de Sancha Garcés, la mère d'Andregote. |
| Jimeno Garcés | Jimeno Garcés (882-931)                                                | 925            | 931          | - Sancha de Navarre, sœur de Toda | Frère du précédent. Roi de plein droit ou régent au nom de son neveu García II de Navarre. |
| Jimeno Garcés | García II Sánchez (919 – 970)                                          | 925            | 970          | - Andregoto Galíndez d'Aragon (fille de Galindo II, petite-fille paternelle d'Oneca Garcés, arrière-petite-fille de García Ier Íñiguez, petite-fille maternelle de García Jiménez ; mariage de 939 à 940) - Thérèse de León (mariage de 943 à 957) | Neveu du précédent et fils de Sanche Ier. Sa mère Toda assure la régence jusqu'en 934. |
| Sanche II     | Sanche II Garcés (935 – 994)                                           | 970            | 994          | - Urraca de Castille (mariage de 962 à 994) | Fils du précédent et d'Andregote d'Aragon. Surnommé « Sandale » (Abarca). Également comte d'Aragon à partir de 972. |
| García III    | García III Sánchez (964 – 1000)                                        | 994            | 1000         | - Jimena Fernández (Chimène de Cea ; mariage de 981 à 1000) | Fils du précédent. Surnommé « le Trembleur » (el Temblón). Également comte d'Aragon. |
| Sanche III    | Sanche III Garcés (vers 990 – 18 octobre 1035)                         | 1000           | 1035         | - Munia Mayor comtesse de Castille (mariage de 1010 à 1035) | Fils du précédent. Surnommé « le Grand » (el Mayor). Également comte d'Aragon de 1028 à 1029, et empereur des Espagnes à une date indéterminée. À sa mort, ses possessions sont partagées entre ses quatre fils : Ferdinand Ier roi de León et de Castille (père d'Alphonse VI, dont la fille naturelle Thérèse fera les rois de Portugal) ; Gonzalve Ier roi de Sobrarbe et de Ribagorce ; García IV roi de Navarre ; et son fils naturel Ramire Ier comte/roi d'Aragon puis de Sobrarbe et de Ribagorce. |
| García IV     | García IV Sánchez (vers 1012 – 15 septembre 1054)                      | 1035           | 1054         | - Étiennette de Foix (mariage de 1038 à 1054) | Fils du précédent. Surnommé « de Nájera » (el de Nájera). |
| Sanche IV     | Sanche IV Garcés (1039 – 4 juin 1076)                                  | 1054           | 1076         | - Placentia (mariage vers 1068) | Fils du précédent. Surnommé « le Noble » (el Noble). Mort assassiné. ; postérité naturelle. Son demi-frère naturel Sanche de Uncastillo est le grand-père de Garcia V. |
| Sanche V      | Sanche V (Sanche Ier, roi d'Aragon) (vers 1043 – après le 4 juin 1094) | 1076           | 1094         | - Isabelle d'Urgell (mariage de 1063 à 1070) - Félicie de Roucy (mariage de 1070 à 1094) | Fils de Ramire Ier d'Aragon et d'Ermesinde de Foix, et petit-fils de Sanche III. Roi d'Aragon depuis 1063 (« Sanche Ier »). Les grands de Navarre le choisissent pour roi contre Alphonse VI de León et Castille. Sanche IV, Alphonse VI et Sanche V sont cousins germains, tous petits-fils paternels de Sanche III. |
| Pierre Ier    | Pierre Ier (vers 1068 – 28 septembre 1104)                             | 1094           | 1104         | - Agnès d'Aquitaine (mariage de 1086 à 1097) - Berthe (mariage de 1097 à 1104) | Fils du précédent et d'Isabelle d'Urgell. Également roi d'Aragon. Sans postérité survivante. |
| Alphonse Ier  | Alphonse Ier (vers 1073 – 7 septembre 1134)                            | 1104           | 1134         | - Urraque Ire de León et Castille (fille héritière d'Alphonse VI et Constance de Bourgogne ; mariage de 1109 à 1115 ; par son 1er mariage en 1090 avec Raymond de Bourgogne cte de Galice, elle est la mère d'Alphonse VII)                        | Demi-frère du précédent et fils de Félicie de Roucy. Surnommé « le Batailleur » (el Batallador). Également roi d'Aragon. Mort sans descendance. Son frère Ramire II le Moine, père de Pétronille, lui succède en Aragon. |
|               | García V (1110 – 21 novembre 1150)                                     | 1134           | 1150         | - Marguerite de l'Aigle (mariage de 1130 à 1141) - Urraca de Castille (fille naturelle d'Alphonse VII ; mariage de 1144 à 1150) | Fils du seigneur Ramiro II de Monzón et Christine de Bivar (fille du Cid), et petit-fils de Sanche de Uncastillo, fils naturel du roi García IV. Les grands de Navarre le choisissent pour roi dans le contexte de la crise de succession qui suit la mort sans postérité d'Alphonse d'Aragon. Surnommé « le Restaurateur » (el Restaurador). |
|               | Sanche VI (1132 – 27 juin 1194)                                        | 1150           | 1194         | - Sancha de Castille (fille d'Alphonse VII et Bérengère de Barcelone ; mariage de 1153 à 1179) | Fils du précédent et de Marguerite de L'Aigle. Surnommé « le Sage » (el Sabio). Sa sœur Blanche épouse Sanche III de Castille, fils d'Alphonse VII de León et Castille. |
|               | Sanche VII (1154 – 7 avril 1234)                                       | 1194           | 1234         | - Constance de Toulouse (mariage de 1195 à 1200) | Fils du précédent. Mort sans descendance. |

À la mort de Sanche le Fort, les seigneurs navarrais refusent de voir le royaume de Navarre réuni au puissant voisin aragonais et font appel au comte de Champagne Thibaut IV, petit-fils par sa mère Blanche de Navarre du roi Sanche le Sage.

### Maison de Blois-Champagne(1234-1305)
| Portrait    | Nom                                                                          | Début du règne | Fin du règne | Conjoint(s) | Notes | Armoiries |
| ----------- | ---------------------------------------------------------------------------- | -------------- | ------------ | --- | --- | --------- |
| Thibaut Ier | Thibaut Ier (Thibaut IV, comte de Champagne) (30 mai 1201 – 14 juillet 1253) | 1234           | 1253         | - Gertrude de Dabo (mariage de 1220 à 1222) - Agnès de Beaujeu (mariage de 1223 à 1231) - Marguerite de Bourbon (mariage de 1232 à 1253) | Fils du comte Thibaut III de Champagne et de Blanche de Navarre, sœur du roi Sanche VII et fille de Sanche VI et Sancie de Castille. Comte de Champagne depuis 1201. Surnommé « le Troubadour » (el Trovador). |           |
|             | Thibaut II (Thibaut V, comte de Champagne) (1239 – 4 décembre 1270)          | 1253           | 1270         | - Isabelle de France (mariage de 1255 à 1270)                                                                                            | Fils du précédent et de Marguerite de Bourbon. Également comte de Champagne. Surnommé « le Jeune » (el Joven). Sans postérité.                                                                                 |           |
|             | Henri Ier (Henri III comte de Champagne) (vers 1240 – 22 juillet 1274)       | 1270           | 1274         | - Blanche d'Artois (mariage de 1269 à 1274)                                                                                              | Frère du précédent. Également comte de Champagne (« Henri III »). Surnommé « le Gros » (el Gordo). |           |
| Jeanne Ire  | Jeanne Ire (17 avril 1271 – 4 avril 1305)                                    | 1274           | 1305         | - Philippe Ier de Navarre (Philippe IV de France) (mariage de 1284 à 1305)                                                               | Fille du précédent. Également comtesse de Champagne. Également reine de France à partir de 1285, année de l'avènement de son époux Philippe le Bel au trône. Elle fonde en 1304 le Collège de Navarre à Paris. |           |

### Capétiens(1305 – 1349)
| Portrait     | Nom                                                                         | Début du règne | Fin du règne | Conjoint(s) | Notes | Armoiries |
| ------------ | --------------------------------------------------------------------------- | -------------- | ------------ | --- | --- | --------- |
| Philippe Ier | Philippe Ier (Philippe IV, roi de France)                                   | 1284           | 1305         | - Jeanne Ire de Navarre (mariage de 1284 à 1305)                                                                                          | Fils de Philippe III de France et d'Isabelle d'Aragon (dont la trisaïeule était Pétronille d'Aragon ci-dessus). Épouse le 16 août 1284 Jeanne Ire de Navarre et devient roi de Navarre de jure uxoris. Également roi de France de 1285 à 1314. À la mort de sa femme, la Navarre passe à l'aîné de leurs fils, Louis. Surnommé « le Bel ». |           |
| Louis Ier    | Louis Ier (Louis X, roi de France) (4 octobre 1289 – 5 juin 1316)           | 1305           | 1316         | - Marguerite de Bourgogne (mariage de 1305 à 1315) - Clémence de Hongrie (mariage de 1315 à 1316)                                         | Fils des précédents. Également roi de France de 1314 à 1316. Surnommé « le Hutin ». |           |
| Jean Ier     | Jean Ier le Posthume (15 novembre 1316 – 19 novembre 1316)                  | 1316           | 1316         | | Fils posthume du précédent et Clémence de Hongrie. Également roi de France. Son oncle Philippe de Poitiers assure la régence durant les quelques jours que dure sa vie. Surnommé « le Posthume ». |           |
| Philippe II  | Philippe II (Philippe V, roi de France) (17 novembre 1292 – 3 janvier 1322) | 1316           | 1322         | - Jeanne II de Bourgogne (comtesse de Bourgogne et d'Artois ; mariage de 1307 à 1322)                                                     | Oncle du précédent. Également roi de France. Il obtient la succession de Navarre au détriment de sa nièce Jeanne, la fille de Louis Ier. Surnommé « le Long ». Mort sans descendance mâle. |           |
| Charles IV   | Charles Ier (Charles IV, roi de France) (18 juin 1294 – 1er février 1328)   | 1322           | 1328         | - Blanche de Bourgogne (mariage de 1308 à 1322) - Marie de Luxembourg (mariage de 1322 à 1324) - Jeanne d'Évreux (mariage de 1325 à 1328) | Frère du précédent. Également roi de France. Surnommé « le Bel » (el Hermoso). Mort sans descendance mâle. |           |
|              | Jeanne II (28 janvier 1311 – 6 octobre 1349)                                | 1328           | 1349         | - Philippe III de Navarre (mariage de 1318 à 1343)                                                                                        | Nièce des précédents, fille de Louis Ier et Marguerite de Bourgogne. Écartée du trône en 1316, elle y accéda à la mort de ses oncles grâce à l'accord conclu entre Philippe VI de Valois et son mari Philippe d'Évreux, avec qui elle règne.                                                                                               |           |

### Maison capétienne d'Évreux-Navarre(1349-1441)
| Portrait           | Nom                                              | Début du règne | Fin du règne | Conjoint(s)                                                                                 | Notes | Armoiries |
| ------------------ | ------------------------------------------------ | -------------- | ------------ | ------------------------------------------------------------------------------------------- | --- | --------- |
| Philippe III       | Philippe III (27 mars 1306 – 23 septembre 1343)  | 1328           | 1343         | - Jeanne II, reine de Navarre (mariage de 1318 à 1343)                                      | Fils de Louis d'Évreux (demi-frère de Philippe IV le Bel ; fils de Philippe III et Marie de Brabant) et de Marguerite d'Artois. Épouse le 18 juin 1318 Jeanne II de Navarre, roi de Navarre de jure uxoris. Également comte d'Évreux depuis 1319. Surnommé « le Noble ». |           |
| Charles le Mauvais | Charles II (10 octobre 1332 – 1er janvier 1387)  | 1349           | 1387         | - Jeanne de France (fille de Jean le Bon ; mariage de 1352 à 1373)                          | Fils des précédents. Également comte d'Évreux. Surnommé « le Mauvais ». |           |
| Charles le Noble   | Charles III (22 juillet 1361 – 8 septembre 1425) | 1387           | 1425         | - Éléonore de Castille (fille de Jean II ; mariage de 1375 à 1416)                          | Fils du précédent. Également comte d'Évreux jusqu'en 1400. Surnommé « le Noble ». |           |
| Blanche Ire        | Blanche Ire (6 juillet 1387 – 1er avril 1441)    | 1425           | 1441         | - Martin Ier de Sicile (mariage de 1402 à 1409) - Jean II d'Aragon (mariage de 1420 à 1441) | Fille du précédent. Règne conjointement avec son mari Jean II d'Aragon. |           |

### Maison de Trastamare(1441 – 1479)
| Portrait | Nom                                         | Début du règne | Fin du règne | Conjoint(s)                                                                                  | Notes | Armoiries |
| -------- | ------------------------------------------- | -------------- | ------------ | -------------------------------------------------------------------------------------------- | --- | --------- |
| Jean II  | Jean II (29 juin 1398 – 19 janvier 1479)    | 1425           | 1479         | - Blanche Ire de Navarre (mariage de 1420 à 1441) - Jeanne Enríquez (mariage de 1447 à 1468) | Fils de Ferdinand Ier d'Aragon et d'Éléonore d'Albuquerque, époux de Blanche Ire. Devient roi de Navarre de jure uxoris. À la mort de sa femme, il ne cède pas le royaume à ses détenteurs légitimes, leur fils Charles de Viane puis leurs filles Blanche II de Navarre et Éléonore de Navarre. Il reste ainsi roi de Navarre jusqu'à sa mort. Succession d'Aragon (puis de Castille) par son 2e mariage. |           |
|          | Éléonore (2 février 1425 – 12 février 1479) | 1479           | 1479         | - Gaston IV de Foix-Béarn (mariage de 1434 à 1472)                                           | Fille des précédents, elle soutient son père contre son frère Charles de Viane et sa sœur Blanche II de Navarre et gouverne la Navarre en son nom à partir de 1479. Elle ne lui survit que quelques semaines. |           |

### Maison de Foix-Grailly(1479 – 1517)
| Portrait       | Nom                                         | Début du règne | Fin du règne | Conjoint(s)                                    | Notes | Armoiries |
| -------------- | ------------------------------------------- | -------------- | ------------ | ---------------------------------------------- | --- | --------- |
| François Fébus | François Fébus (1467 – 7 janvier 1483)      | 1479           | 1483         |                                                | Fils de Gaston de Foix et de Madeleine de France (fille de Charles VII et Marie d'Anjou), petit-fils d'Éléonore de Navarre. |           |
|                | Catherine (18 avril 1468 – 12 février 1517) | 1483           | 1517         | - Jean III de Navarre (mariage de 1484 à 1516) | Sœur du précédent. La Haute-Navarre avec Pampelune est conquise par la Castille en 1512.                                    |           |

### Maison d'Albret(1484-1516)
| Portrait | Nom                            | Début du règne | Fin du règne | Conjoint(s)                                     | Notes | Armoiries |
| -------- | ------------------------------ | -------------- | ------------ | ----------------------------------------------- | --- | --------- |
| Jean III | Jean III (1469 – 17 juin 1516) | 1484           | 1516         | - Catherine de Navarre (mariage de 1484 à 1516) | Fils du comte de Graves Alain d'Albret et de Françoise de Châtillon-Blois, il épouse en 1484 la reine Catherine et devient roi de Navarre de jure uxoris. Également comte de Périgord et vicomte de Limoges depuis 1481. |           |

## Occupation du royaume de Navarre

### Maison de Trastamare(1512 – 1516)
| Portrait      | Nom                                                                       | Début du règne | Fin du règne | Conjoint(s) | Notes | Armoiries |
| ------------- | ------------------------------------------------------------------------- | -------------- | ------------ | --- | --- | --------- |
| Ferdinand Ier | Ferdinand Ier (Ferdinand II roi d'Aragon) (10 mai 1452 – 23 janvier 1516) | 1512           | 1516         | - Veuf d'Isabelle Ire de Castille (descendante de Philippe le Bel et Jeanne ; mariage de 1469 à 1504, d'où postérité) - Époux de Germaine de Foix (petite-fille de Gaston IV et d'Eléonore de Navarre ; mariage de 1505 à 1516, sans postérité) | Fils de l'usurpateur Jean II mais n'ayant aucune ascendance royale navarraise proche (issu des rois d'Aragon et de Castille, il descend cependant de Ramire II et Ferdinand Ier). Devient roi de Navarre par « droit de conquête » après avoir chassé les souverains légitimes. |           |

- La question de la Navarre (1512-1530)

À la suite de la conquête du royaume de Navarre en 1512, Ferdinand le Catholique est proclamé roi de Navarre} (c'est-à-dire qu'il annexe les territoires occupés sans traité avec le vaincu) ; à sa mort en 1516, sa fille Jeanne (1478-1555) devient reine de Castille et d'Aragon, conjointement avec son fils Charles (Charles Ier de Castille et d'Aragon), élu empereur en 1520 sous le nom de Charles V (usuellement en français Charles Quint). De fait, Charles (1500-1558) règne seul, Jeanne étant reléguée dans un monastère en raison de ses problèmes psychiques.
Le territoire conquis est lié au royaume de Castille et les monarques espagnols s'attribuent le titre de « roi de Navarre ». Cependant, la maison d'Albret continue de revendiquer le royaume. En 1515, au début de la cinquième guerre d'Italie, les Espagnols évacuent la Basse-Navarre pour éviter un point de friction avec la France. La maison d'Albret peut ainsi recouvrer un territoire navarrais.
En 1521, au début de la sixième guerre d'Italie, une offensive franco-navarraise est lancée dans le nord de la Castille (notamment à Fontarrabie, occupée jusqu'en 1524).
Le règlement international de la situation de la Navarre intervient en 1530, dans le cadre des accords entre François Ier et Charles Quint, à la suite de la septième guerre d'Italie (paix de Cambrai de 1529). Charles Quint renonce, en tant que roi d'Espagne, aux prétentions castillanes sur la Basse-Navarre et la dynastie légitime renonce en contrepartie à ses revendications sur les territoires conquis. Le fils et héritier de Catherine de Navarre, Henri II, peut ainsi continuer de porter lui aussi le titre de « roi de Navarre ».

## Royaume légitime de Navarre (Basse-Navarre)

### Maison d'Albret(1517-1572)
| Portrait   | Nom                                         | Début du règne | Fin du règne | Conjoint(s)                                                                                           | Notes | Armoiries |
| ---------- | ------------------------------------------- | -------------- | ------------ | --- | --- | --------- |
| Henri II   | Henri II (18 avril 1503 – 25 mai 1555)      | 1517           | 1555         | - Marguerite d'Angoulême (sœur de François Ier et descendante de Philippe V ; mariage de 1527 à 1549) | Fils de Catherine de Navarre et de Jean III de Navarre. Né en Haute-Navarre, héritier légitime du royaume, il parvient brièvement à recouvrer toute la Navarre en 1521 mais doit se contenter de régner finalement sur la seule Basse-Navarre. |           |
| Jeanne III | Jeanne III (16 novembre 1528 – 9 juin 1572) | 1555           | 1572         | - Guillaume de Clèves (mariage de 1541 à 1546) - Antoine de Bourbon (mariage de 1548 à 1562)          | Fille du précédent. Règne conjointement avec son mari, puis seule. |           |

### Maison capétienne de Bourbon(1572 – 1789)
| Portrait    | Nom                                                                                        | Début du règne | Fin du règne | Conjoint(s)                                                                                        | Notes | Armoiries |
| ----------- | ------------------------------------------------------------------------------------------ | -------------- | ------------ | -------------------------------------------------------------------------------------------------- | --- | --------- |
| Antoine Ier | Antoine (22 avril 1518 – 17 novembre 1562)                                                 | 1555           | 1562         | - Jeanne III de Navarre(mariage de 1548 à 1562)                                                    | Épouse en 1548 Jeanne III et devient roi de Navarre de jure uxoris. Également duc de Bourbon, de Vendôme, de Beaumont et d'Albret. Antoine descendait, par les Alençon, de Charles III. |           |
| Henri III   | Henri III (Henri IV, roi de France) (13 décembre 1553 – 14 mai 1610)                       | 1572           | 1610         | - Marguerite de France (mariage de 1572 à 1599) - Marie de Médicis (mariage de 1600 à 1610)        | Fils des précédents. Également roi de France à partir de 1589. |           |
| Henri III   | Henri III (Henri IV, roi de France) (13 décembre 1553 – 14 mai 1610)                       | 1572           | 1610         | | Fils des précédents. Également roi de France à partir de 1589. |           |
| Louis II    | Louis II (Louis XIII, roi de France et de Navarre) (27 septembre 1601 – 14 mai 1643)       | 1610           | 1643         | - Anne d'Autriche (mariage de 1615 à 1643)                                                         | Fils du précédent et de Marie de Médicis. Également roi de France. |           |
| Louis III   | Louis III (Louis XIV, roi de France et de Navarre) (5 septembre 1638 – 1er septembre 1715) | 1643           | 1715         | - Marie-Thérèse d'Autriche (mariage de 1659 à 1683) - Françoise d’Aubigné (mariage de 1683 à 1715) | Fils du précédent. Également roi de France. |           |
| Louis IV    | Louis IV (Louis XV, roi de France et de Navarre) (15 février 1710 – 10 mai 1774)           | 1715           | 1774         | - Marie Leszczynska (mariage de 1725 à 1768)                                                       | Arrière-petit-fils du précédent, fils de Louis de France et de Marie-Adélaïde de Savoie. Également roi de France.                                                                       |           |
| Louis V     | Louis V (Louis XVI, roi de France et de Navarre) (23 août 1754 – 21 janvier 1793)          | 1774           | 1789         | - Marie-Antoinette d'Autriche-Lorraine (mariage de 1770 à 1793)                                    | Petit-fils du précédent, fils de Louis de France et de Marie-Josèphe de Saxe. Également roi de France et roi des Français.                                                              |           |

Par l'édit de Pau du 19 octobre 1620, Louis XIII unit la couronne de Navarre à la couronne de France : lui-même et ses successeurs continuent à être rois de France et de Navarre. Le royaume disparaît en 1790, avec la réorganisation administrative de la France en départements : la Basse-Navarre est intégrée aux Basses-Pyrénées (aujourd'hui Pyrénées-Atlantiques). Le titre de « roi de Navarre » disparaît aussi, tandis que celui de « roi de France » est remplacé par « roi des Français ».

## Royaume "restauré" de France et de Navarre

### Maison capétienne de Bourbon(1814-1830)
| Portrait    | Nom                                                                                        | Début du règne de jure | Fin du règne | Conjoint(s)                                          | Notes | Armoiries |
| ----------- | ------------------------------------------------------------------------------------------ | ---------------------- | ------------ | ---------------------------------------------------- | --- | --------- |
| Louis XVIII | Louis VI (Louis XVIII, roi de France et de Navarre) (17 novembre 1755 – 16 septembre 1824) | 1795                   | 1824         | - Marie-Joséphine de Savoie (mariage de 1771 à 1810) | Frère du précédent. À la mort du dauphin (Louis XVII pour les royalistes) en 1795, il se prétend roi de France et de Navarre, mais n'accède vraiment au trône de France qu'en 1814, puis de nouveau en 1815. La (Basse) Navarre cependant n'est plus institutionnellement un royaume réputé indépendant lié par une union personnelle, mais son territoire reste annexé à la France, comme il l'est depuis 1790. |           |
| Charles X   | Charles IV (Charles X, roi de France et de Navarre) (9 octobre 1757 – 6 novembre 1836)     | 1824                   | 1830         | - Marie-Thérèse de Savoie (mariage de 1773 à 1805)   | Frère du précédent. "Roi de France et de Navarre". Abdique en 1830. |           |

Le titre de « roi de France et de Navarre » est rétabli sans que les institutions de l'ancien royaume soient restaurées, il reste annexé dans le département des Basses- Pyrénées durant la Restauration (1814 – 1815 et 1815 – 1830), avant de disparaître définitivement à la suite de l'arrivée au pouvoir de Louis-Philippe d'Orléans, lieutenant-général du royaume le 31 juillet 1830, puis roi des Français le 9 août.

## Souverains espagnols de la Haute-Navarre occupée

### Maison de Habsbourg(1516-1700)
| Portrait    | Nom                                                                                                 | Début du règne | Fin du règne | Conjoint(s) | Notes | Armoiries                                                                  |
| ----------- | --------------------------------------------------------------------------------------------------- | -------------- | ------------ | --- | --- | -------------------------------------------------------------------------- |
| Charles IV  | Charles IV de Navarre (Charles Ier d'Espagne) (Charles Quint) (24 février 1500 – 21 septembre 1558) | 1516           | 1556         | - Isabelle de Portugal (mariage de 1526 à 1539) | Charles de Habsbourg, petit-fils de Ferdinand II d'Aragon et d'Isabelle de Castille, fils de Jeanne Ire de Castille et de Philippe le Beau, duc de Bourgogne (fils de Maximilien d'Autriche), est élu empereur en 1520 sous le nom de Charles V (couramment en français : Charles Quint). Né à Gand (comté de Flandre, dans les Pays-Bas bourguignons), il a hérité en 1516 (devenant Charles Ier de Castille et d'Aragon) du royaume de Navarre occupé depuis 1512 par l'armée de Ferdinand. Durant les guerres contre la France, il parvient à conserver la Haute-Navarre (Pampelune), mais doit laisser la Basse-Navarre à la dynastie légitime. |                                                                            |
| Philippe IV | Philippe IV de Navarre (Philippe II d'Espagne) (21 mai 1527 – 13 septembre 1598)                    | 1556           | 1598         | - Marie-Manuelle de Portugal (mariage de 1543 à 1545) - Marie Ire d'Angleterre (mariage de 1554 à 1558) - Élisabeth de France (mariage de 1559 à 1568) - Anne d'Autriche (mariage de 1570 à 1580) | Fils du précédent. Règne sur la Haute-Navarre occupée. | Le blason de la Navarre est absent des armoiries royales à partir de 1580. |
| Philippe V  | Philippe V de Navarre (Philippe III d'Espagne) (14 avril 1578 – 31 mars 1621)                       | 1598           | 1621         | - Marguerite d'Autriche-Styrie (mariage de 1599 à 1611) | Fils du précédent. Règne sur la Haute-Navarre occupée. | Le blason de la Navarre est absent des armoiries royales à partir de 1580. |
| Philippe VI | Philippe VI de Navarre (Philippe IV d'Espagne) (8 avril 1605 – 17 septembre 1665)                   | 1621           | 1665         | - Élisabeth de France (mariage de 1615 à 1644) - Marie-Anne d'Autriche (mariage de 1649 à 1665)                                                                                                   | Fils du précédent. Règne sur la Haute-Navarre occupée. | Le blason de la Navarre est absent des armoiries royales à partir de 1580. |
| Charles V   | Charles V de Navarre (Charles II d'Espagne) (6 novembre 1661 – 1er novembre 1700)                   | 1665           | 1700         | - Marie-Louise d'Orléans (mariage de 1679 à 1689) - Marie-Anne de Neubourg (mariage de 1689 à 1700)                                                                                               | Fils du précédent. Règne sur la Haute-Navarre occupée. | Le blason de la Navarre est absent des armoiries royales à partir de 1580. |

En 1700, un petit-fils de Louis XIV, Philippe de France, duc d'Anjou, devient roi d'Espagne sous le nom de Philippe V et règne donc sur la Haute-Navarre. Il reprend le titre de roi de Navarre à la suite de ses prédécesseurs Habsbourg, mais cela n'est pas reconnu par le « roi de France et de Navarre » qu'est Louis XIV, ni par ses successeurs.

### Maison de Bourbon(1700-1808)
| Portrait      | Nom                                                                             | Début du règne | Fin du règne | Conjoint(s) | Notes | Armoiries                                              |
| ------------- | ------------------------------------------------------------------------------- | -------------- | ------------ | --- | --- | ------------------------------------------------------ |
| Philippe VII  | Philippe V d'Espagne et VII de Navarre (19 décembre 1683 – 9 juillet 1746)      | 1700           | 1724         | - Marie-Louise-Gabrielle de Savoie (mariage de 1701 à 1714) - Élisabeth Farnèse (mariage de 1714 à 1746) | Petit-fils de Louis XIV, fils de Louis de France et de Marie-Anne de Bavière et choisi comme héritier par Charles II d'Espagne à condition de maintenir la Haute-Navarre intégrée à la monarchie espagnole. Abdique en 1724. | Le blason de Navarre est absent des armoiries royales. |
| Louis Ier     | Louis Ier d'Espagne et II de Navarre (25 août 1707 – 31 août 1724)              | 1724           | 1724         | - Louise-Élisabeth d'Orléans (mariage de 1722 à 1724) | Fils du précédent et de Marie-Louise-Gabrielle de Savoie. | Le blason de Navarre est absent des armoiries royales. |
| Philippe VII  | Philippe V d'Espagne et VII de Navarre (19 décembre 1683 – 9 juillet 1746)      | 1724           | 1746         | - Marie-Louise-Gabrielle de Savoie (mariage de 1701 à 1714) - Élisabeth Farnèse (mariage de 1714 à 1746) | Père du précédent (second règne). | Le blason de Navarre est absent des armoiries royales. |
| Ferdinand II  | Ferdinand VI d'Espagne et II de Navarre (23 septembre 1713 – 10 août 1759)      | 1746           | 1759         | - Marie-Barbara de Portugal (mariage de 1729 à 1758) | Fils du précédent. | Le blason de Navarre est absent des armoiries royales. |
| Charles VI    | Charles III d'Espagne et VI de Navarre (20 janvier 1716 – 14 décembre 1788)     | 1759           | 1788         | - Marie-Amélie de Saxe (mariage de 1738 à 1760) | Frère du précédent. | Le blason de Navarre est absent des armoiries royales. |
| Charles VII   | Charles IV d'Espagne et VII de Navarre (11 novembre 1748 – 20 janvier 1819)     | 1788           | 1808         | - Marie Louise de Bourbon-Parme (mariage de 1765 à 1819) | Fils du précédent. Abdique en 1808. | Le blason de Navarre est absent des armoiries royales. |
| Ferdinand III | Ferdinand VII d'Espagne et III de Navarre (14 octobre 1784 – 29 septembre 1833) | 1808           | 1808         | - Marie-Antoinette de Bourbon des Deux-Siciles (mariage de 1802 à 1806) - Marie-Isabelle de Portugal (mariage de 1816 à 1818) - Marie-Josèphe de Saxe (mariage de 1819 à 1829) - Marie-Christine de Bourbon-Siciles (mariage de 1829 à 1833) | Fils du précédent. Abdique en 1808. | Le blason de Navarre est absent des armoiries royales. |

### Maison Bonaparte(1808 – 1813)
| Portrait   | Nom                                           | Début du règne | Fin du règne | Conjoint(s)                            | Notes                                                       | Armoiries                                         |
| ---------- | --------------------------------------------- | -------------- | ------------ | -------------------------------------- | ----------------------------------------------------------- | ------------------------------------------------- |
| Joseph Ier | Joseph Ier (7 janvier 1768 – 28 juillet 1844) | 1808           | 1813         | - Julie Clary (mariage de 1794 à 1844) | Installé sur le trône d'Espagne par son frère Napoléon Ier. | Le blason de Navarre apparaît dans ses armoiries. |

### Maison de Bourbon(1808-1841)
| Portrait      | Nom                                                                             | Début du règne | Fin du règne | Conjoint(s) | Notes | Armoiries                                              |
| ------------- | ------------------------------------------------------------------------------- | -------------- | ------------ | --- | --- | ------------------------------------------------------ |
| Ferdinand III | Ferdinand VII d'Espagne et III de Navarre (14 octobre 1784 – 29 septembre 1833) | 1813           | 1833         | - Marie-Antoinette de Bourbon des Deux-Siciles (mariage de 1802 à 1806) - Marie-Isabelle de Portugal (mariage de 1816 à 1818) - Marie-Josèphe de Saxe (mariage de 1819 à 1829) - Marie-Christine de Bourbon-Siciles (mariage de 1829 à 1833) | Restauré. | Le blason de Navarre est absent des armoiries royales. |
| Isabelle Ire  | Isabelle II d'Espagne et Ire de Navarre (10 octobre 1830 – 9 avril 1904)        | 1833           | 1841         | - François d'Assise de Bourbon (mariage de 1846 à 1902) | Fille du précédent. Reine de Haute-Navarre jusqu'au démantèlement institutionnel du royaume qui est réduit à l'ëtat de simple province espagnole. | Le blason de Navarre est absent des armoiries royales. |

### Rois «en Navarre» -Dynastie carliste(1833-1839 et 1872-1876)
| Portrait      | Nom                                             | Début du règne | Fin du règne | Conjoint(s)                                                                                     | Notes | Armoiries                                              |
| ------------- | ----------------------------------------------- | -------------- | ------------ | ----------------------------------------------------------------------------------------------- | --- | ------------------------------------------------------ |
| Ferdinand III | Charles « VIII » (29 mars 1788 – 10 mars 1855)  | 1833           | 1839         | - Françoise de Portugal (mariage de 1816 à 1834) - Thérèse de Portugal (mariage de 1838 à 1855) | Oncle de la reine Isabelle II. Règne en Haute-Navarre (élargie aux provinces basques) pendant la première guerre carliste.                                                   | Le blason de Navarre est absent des armoiries royales. |
| Isabelle Ire  | Charles « IX » (30 mars 1848 – 18 juillet 1909) | 1872           | 1876         | - Marguerite de Parme (mariage de 1867 à 1893) - Marie-Berthe de Rohan (mariage de 1894 à 1909) | Petit-fils du précédent, fils de Jean de Bourbon et de Marie-Béatrice de Modène. Règne en Haute-Navarre (élargie aux provinces basques) pendant la dernière guerre carliste. | Le blason de Navarre est absent des armoiries royales. |

## Prétendants non saliques au trône de Navarre

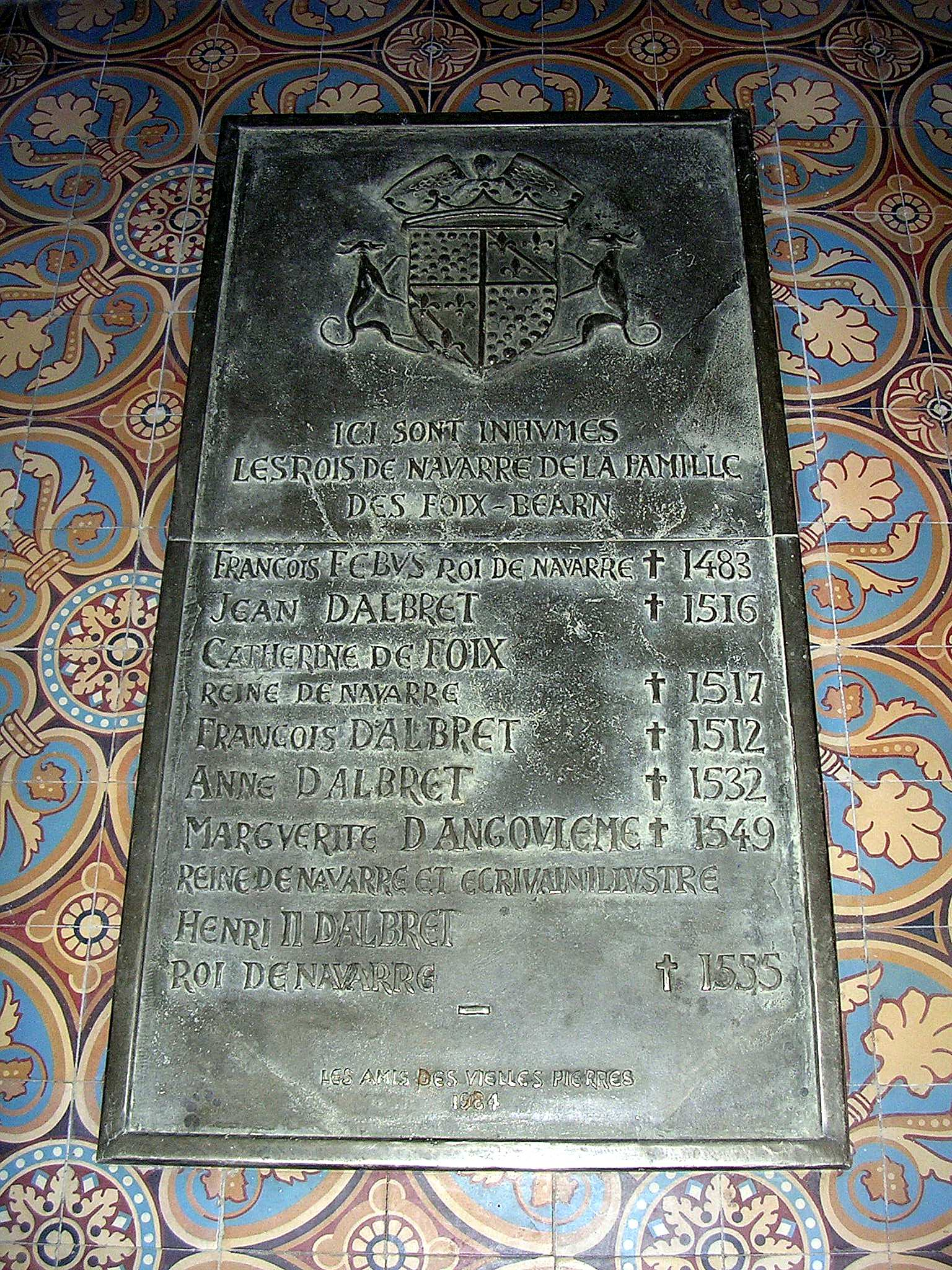
Tombeau des rois de Navarre dans la cathédrale de Lescar.

Certains,, ne tenant pas compte de l'union de la couronne de Navarre à la couronne de France en 1620 par Louis XIII, dont la valeur légale est discutable, envisagent différemment tout ce qui suit la mort de « Louis XVI » et considèrent que les « rois titulaires de Navarre » seraient ensuite (en ne tenant pas compte de la « loi salique » qui n'aurait pas été effectivement instaurée en Navarre par l'édit de 1620) :
- 1793 – 1795 : Louis XVII de France, fils de  Louis XVI
- 1795 – 1851 : Marie-Thérèse de France[13], sœur de Louis XVII
- 1851 – 1883 : Henri d'Artois, neveu de la précédente.
- 1883 – 1907 : Robert Ier de Bourbon-Parme[14], neveu du précédent.
- 1907 – 1939 : Henri de Bourbon-Parme (es)[15],[16], fils du précédent.
- 1939 – 1950 : Joseph de Bourbon-Parme (es), frère du précédent, né à Biarritz, diocèse navarrais de Bayonne.
- 1950 – 1959 : Élie de Bourbon-Parme, frère des précédents, né à Biarritz, diocèse navarrais de Bayonne.
- 1959 – 1974 : Robert II de Bourbon-Parme (es), fils du précédent.
- 1974 – 1983 : Élisabeth de Bourbon-Parme, sœur du précédent.
- 1983 – 1994 : Marie-Françoise de Bourbon-Parme, sœur des précédents.
- 1994 – 2017 : Alice de Bourbon-Parme, sœur des précédents.
- 2017 – : Pierre de Bourbon-Siciles, « duc de Calabre », également prétendant au trône des Deux-Siciles et petit-fils de la précédente.